# Герман, Роберт
Роберт Герман (англ. Robert Herman; 29 августа 1914 — 13 февраля 1997) — американский учёный, наиболее известен своей работой с Ральфом Алфером в 1948—1950 годах по оценке температуры реликтового излучения Большого взрыва.

## Биография и карьера
Родился в Бронксе, Нью-Йорк, закончил с особым отличием в области физики Городской колледж Нью-Йорка в 1935 году, а в 1940 году был удостоен степени магистра и доктора наук в области физики Принстонского университета в области молекулярной спектроскопии. Будучи аспирантом, Герман уже проявлял эклектические тенденции в различных областях, работая в области физики твёрдого тела, а также теории трансграничного взаимодействия и экспериментов. В 1940-41 учебном году он работал над дифференциальным анализатором Буша в Школе электротехники Мура Пенсильванского университета, а ещё год преподавал физику в Городском колледже Нью-Йорка.
В 1942 году он оставил преподавание ради работы в Департаменте земного магнетизма в Институте Карнеги в Вашингтоне, округ Колумбия, и в Лаборатории прикладной физики Университета Джонса Хопкинса, всех исследовательских центрах, занимающихся военными действиями. Он работал над такими проблемами, как неконтактный взрыватель для морской зенитной артиллерийской стрельбы, который эффективно использовался во время войны. Именно тогда Германа заинтересовало определение и решение сложных проблем. Он отвлёкся от теории и лабораторных работ и стал глубоко вовлечён в полевые испытания бесконтактного устройства и эксплуатационные проблемы, связанные с его использованием во флоте. В 1945 году он получил премию за развитие военно-морской артиллерии.
После Второй мировой войны Герман провёл ещё десять лет в Лаборатории прикладной физики, занимаясь исследованиями в области спектроскопии и физики конденсированного состояния. Именно в этот период он и Ральф Альфер написали свою теперь уже известную работу по космологии. В 1948 году в результате своих исследований нуклеосинтеза в ранней модели расширяющейся Вселенной Большого взрыва они сделали первое теоретическое предсказание существования остаточного однородного изотопного излучения чёрного тела (реликтовое излучение), которое пронизывает Вселенную в виде следа первоначального Большого взрыва.
В то время эта работа получила некоторое внимание, но вскоре стала безвестной. В 1964 году излучение было случайно обнаружено двумя учёными, Арно Пензиасом и Робертом Вудро Вильсоном в телефонной лаборатории Bell в Мюррей-Хилл, штат Нью-Джерси, при попытке устранить неисправность в радиотелескопе. После устранения всех мыслимых источников помех они пришли к выводу, что источник излучения внеземного происхождения. Узнав об этой работе, группа физиков из Принстонского университета интерпретировала её как фоновое излучение космического происхождения, но без ссылки на две статьи 1948 года, одну Альфера, Бете и Гамова (поэтому иногда её называют бумагой α-β-γ), а другую — Альфера и Германа. Модель Большого взрыва для происхождения Вселенной получила широкое признание, и в 1978 году Нобелевская премия была присуждена учёным Bell Пензиасу и Вильсону за обнаружение реликтового излучения. Вспоминая кульминацию этой серии событий, Герман любезно заметил: «Вы даёте признание не человеку, вы отдаёте его работе».
Тем не менее, команда Германа и Альфера в конечном итоге получила признание за свой новаторский вклад. В 1993 году Национальная академия наук объявила, что они разделят медаль Генри Дрейпера, старейшую награду Академии, за их вклад в астрофизику. Они были признаны «за их проницательность и навыки в разработке физической модели эволюции Вселенной и в предсказании существования реликтового излучения за годы до того, как это излучение было случайно обнаружено; благодаря этой работе они стали участниками одного из крупнейших интеллектуальных достижений XX века». Они также получили Магелланову премию Американского философского общества, медаль Джона Прайса Уэзерилла Института Франклина и приз Жоржа Вандерлиндена Бельгийской Королевской академии.
В 1956 году Герман присоединился к исследовательской лаборатории General Motors в качестве руководителя группы фундаментальных наук, позже переименованной в отдел теоретической физики. Он ввёл науку в дела своего работодателя, изобретя новую науку — науку о дорожном движении. Опираясь на свои знания в области физики, он сначала обратил внимание на описание микроскопического поведения дорожного движения: подробное описание того, как отдельные водители избегают столкновения друг с другом в пространстве и времени, по крайней мере, большую часть времени.
В конце 1950-х — начале 1960-х годов Херман вместе с Эллиоттом Уотерсом Монтролом и другими разработал теорию движения транспорта, основанную на следовании за автомобилем, — теорию, которая выдержала испытание временем и до сих пор остаётся актуальной. Вскоре после этого Герман и Илья Пригожин, будущий лауреат Нобелевской премии, разработали теорию многополосного транспортного потока. На протяжении более тридцати пяти лет Герман работал в различных областях науки о дорожном движении, всегда оставляя свой характерный знак превосходства. В последние годы он работал со своими учениками и коллегами над разработкой «двухжидкостной модели городского движения», описания движения транспортных средств в городских дорожных сетях, расширения теории, которую он сформулировал вместе с Пригожиным за несколько лет до того. Эта теория, наряду с его более ранними работами, сыграла важную роль в развитии новой концепции интеллектуальных транспортных систем.
В 1979 году Герман поступил на факультет Техасского университета в Остине с совместным назначением профессором физики в Центре исследований статистической механики и профессором гражданского строительства им. Л. П. Гилвина. Позже он стал заслуженным профессором гражданского строительства в честь Л. П. Гилвина. В 1979 году он был избран членом Американской академии искусств и наук.
В свободное время Герман размышлял о физике музыкальных инструментов, таких как механика виолончельного смычка и акустика английской флейты. Он играл и коллекционировал старинные виолончели.
В середине 1980-х он начал создавать небольшие скульптуры из экзотических пород дерева и металлов. В течение следующего десятилетия он продолжал этот творческий и содержательный поиск, чтобы найти наименее опосредованную, наименее поддающуюся количественной оценке связь между материей и воображением. Выставка нескольких его резных работ была представлена в Национальной инженерной академии в Вашингтоне, округ Колумбия, в 1994 году, в Инженерном колледже Техасского университета в Остине в 1995 году и в Художественной галерее Леу Белмонтского университета в Нэшвилле, Теннесси, 1996 год.
В течение последних нескольких лет своей жизни Германа всё больше беспокоило состояние образования в Соединённых Штатах, меняющаяся, но всё более критическая роль университета в обществе, растущее посягательство политических соображений на образовательную и исследовательскую деятельность, постоянные нападения на академическую свободу и продолжающееся разрушение основ, на которых были достигнуты великие достижения страны в области науки и техники. В последние два года он усердно собирал и анализировал данные по всевозможным показателям качества и продуктивности университетских факультетов. Это было частью более широких усилий по моделированию университетов как сложных систем.
Умер в Остине, штат Техас, 13 февраля 1997 года.

## Примечание
1. 1 2  Deutsche Nationalbibliothek Record #12470493X // Gemeinsame Normdatei (нем.) — 2012—2016.
2. 1 2  Robert Herman // SNAC (англ.) — 2010.
3. ↑  Alpher, Ralph A. (August 1997). Obituary: Robert Herman. Physics Today. 50 (8): 77. Bibcode:1997PhT....50Q..77A. doi:10.1063/1.881863. Архивировано 12 октября 2013. Дата обращения: 5 сентября 2024.
4. ↑  Henry Draper Medal. National Academy of Sciences. Дата обращения: 24 февраля 2011. Архивировано 26 января 2013 года.
5. ↑  Book of Members, 1780-2010: Chapter H (англ.). American Academy of Arts and Sciences. Дата обращения: 20 апреля 2011. Архивировано 15 ноября 2011 года.